# Centro de Interpretação da Batalha do Vimeiro
O Centro de Interpretação da Batalha do Vimeiro foi inaugurado a 21 de agosto de 2008, durante as comemorações do bicentenário da Batalha do Vimeiro e localiza-se no outeiro do Vimeiro (município da Lourinhã), junto ao monumento comemorativo do primeiro centenário da batalha.
Construído de forma estratégica, o centro de interpretação possibilita uma visão privilegiada para o campo de batalha através de uma grande janela através da qual se pode observar o local onde se confrontaram os exércitos Anglo-Luso e Francês há mais de duzentos anos.

No âmbito de uma candidatura ao PRODER (Programa de Desenvolvimento Rural) ocorrida em 2014, o espaço foi munido de mais recursos e novas exposições. No presente, reúne um espólio museológico e arqueológico de qualidade reconhecida com uma componente textual que permite aos seus visitantes desfrutarem do espaço de forma independente.
Serviços disponíveis:
- Receção;
- Visita guiada;
- Visita multimédia;
- Serviço educativo;
- Percursos pedestres;
- Biblioteca e arquivo histórico
- Recriações históricas.

## A Guerra Peninsular
A Guerra Peninsular afigura-se como um episódio marcante na história de Portugal do século XIX. Travado entre 1801 e 1814, o conflito pode caracterizar-se como uma guerra de desgaste que trouxe largas perdas em vidas humanas e em bens materiais. 
Apesar do nome — Peninsular — reportar à Península Ibérica: Portugal e Espanha, a verdade é que envolveu o nosso País num conflito europeu que teve como pano de fundo as Guerras Napoleónicas. 
Napoleão desejava a vitória sobre todas as nações que não aceitavam os ideais da Revolução Francesa. Senhor da Europa nos primeiros anos do século XIX, virava agora os seus esforços de guerra contra a Inglaterra, pretendendo isolá-la através de um bloqueio, conhecido por Bloqueio Continental. Portugal, por aliança antiga, mantinha os seus portos abertos a Inglaterra, e foi habilmente jogando com a Inglaterra e França um jogo diplomático, evitando o conflito com estes dois países. Numa primeira fase, Espanha aliou-se à França, o que acabou por resultar na primeira invasão a Portugal por parte de um exército espanhol em 1801. O conflito ficou conhecido por Guerra das Laranjas.
Embora derrotadas as forças portuguesas, foi possível através do jogo político, adiar uma guerra total com França. No entanto, a situação foi-se agravando a partir de 1801, quando o Príncipe Regente D. João manteve uma política pró Inglesa, visto que a Inglaterra dominava o mar e Portugal vivia das suas colónias ultramarinas. Mostrou-se, então, necessário manter a antiga aliança. Apesar dos esforços envidados, Portugal não conseguiu adiar mais o inevitável e em 1807 foi invadido por um exército sob o comando de Junot., por um segundo exército com Soult, em 1809, e por fim, em 1811, com Massena a comandar as tropas francesas. Embora, na altura, a Rainha e o Príncipe Regente estivessem refugiados no Brasil e com eles grande parte do Estado-Maior, o nosso exército, auxiliado por Inglaterra, obteve diversas vitórias militares que acabaram por expulsar os franceses até ao seu país. 
Roliça, Vimeiro, Ponte de Amarante, Buçaco e as linhas de Torres Vedras tornaram-se episódios imortais de uma guerra que trouxe grande destruição a Portugal, mas que também fomentou, nas mentes de toda uma nova geração de portugueses, um novo ideal liberal. Em 1815 dá-se a ultima grande batalha em Waterloo, onde Napoleão é definitivamente vencido por Wellington.

## A Batalha do Vimeiro
A Batalha do Vimeiro foi travada no dia 21 de agosto de 1808 entre o Exército Francês, comandado por Junot, e o Exército Anglo-Luso, sob o comando de Sir Arthur Wellesley.
Após os combates na Roliça no dia 17 de agosto, Sir Arthur marcha para a zona do Vimeiro a fim de fazer o desembarque de reforços na Praia de Porto Novo. As tropas anglo-lusas mantiveram uma posição defensiva no Vimeiro, aproveitando a geografia do terreno. Os franceses, reunidos em Torres Vedras, decidiram tomar a ofensiva, chegando à Carrasqueira na manhã de 21 de agosto. A partir desse ponto, Junot deu ordem de marcha para a batalha.
Os confrontos mais importantes e decisivos aconteceram no outeiro do Vimeiro. Após dois ataques fracassados e percebendo a impossibilidade de tomar o outeiro, Junot enviou tropas para tomar a localidade. Na zona da Igreja, travou-se uma sangrenta peleja que acabou com a retirada dos franceses, perseguidos pela cavalaria anglo-lusa. Sem conhecimento da situação do flanco esquerdo, duas brigadas francesas confrontaram os britânicos nos altos da Ventosa. Uma vez mais, os franceses viram-se forçados a recuar.
A Batalha do Vimeiro foi uma vitória inegável do Exército Anglo-Luso sobre as forças da França Imperial, pondo termo à Primeira Invasão Francesa. Junot perdeu cerca de 2000 homens, entre mortos, feridos e prisioneiros e o exército anglo-luso cerca de 700.

## Recriações Históricas
Anualmente, na segunda quinzena do mês de julho, é organizada a Feira Oitocentista, a qual pretende recriar o ambiente em que a batalha foi travada. Apresenta bancas de artesanato, tasquinhas, animação de rua, vários concertos, atuações de ranchos folclóricos e tem como ponto alto a recriação histórica da batalha com a participação de recriadores nacionais e estrangeiros, nomeadamente os que integram o Grupo de Recriação Histórica do Vimeiro (GRHV).

Em fevereiro de 2015, foi constituída a Associação para a Memória da Batalha do Vimeiro (AMBV), a qual deu origem ao GRHV. Este conta já com cerca de 20 recriadores que têm participado em diversos eventos recreativos.